# 슈퍼매치 (텔레비전 프로그램)
《슈퍼매치》는 2013년에 SBS에서 방송된 선·후배 가수 경연 프로그램이다.